# 아타푸

아타푸 섬의 깃발

아타푸 섬의 문장

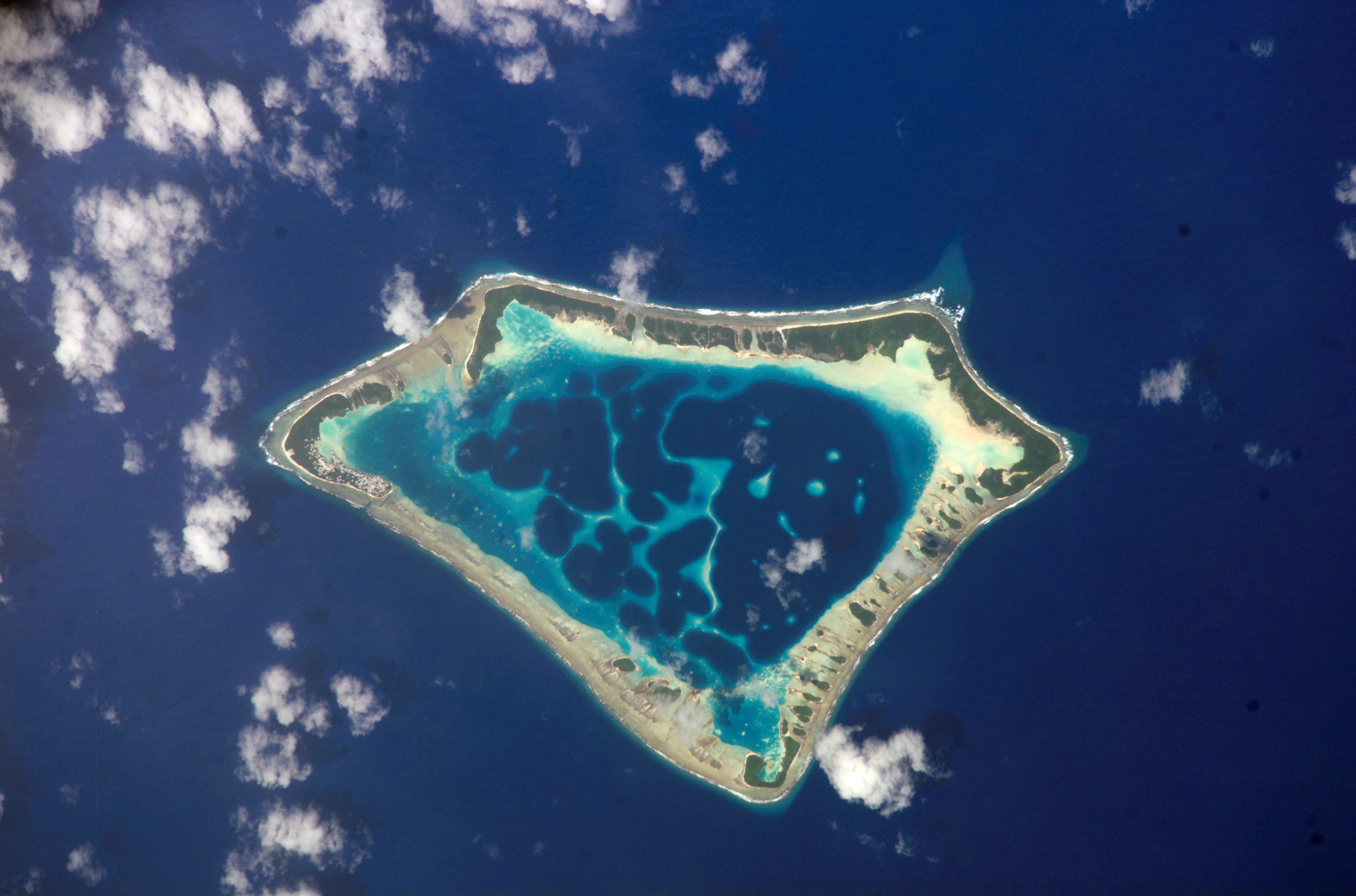
아타푸 섬의 위성 사진

아타푸(Atafu)는 남태평양에 위치한 뉴질랜드령 토켈라우 제도에 있는 환초이며, 토켈라우 제도의 중심지이다.
아타푸는 토켈라우 제도의 3개의 환초에서는 제일 작고, 42개의 작은 섬들로 구성되었으며 총면적은 3.50km2이다. 그리고 작은 환초는 약 17km2이다. 2006년 인구조사에 따르면 524명이다.
1765년에 영국의 존 바이런이 이 섬을 발견했으며, 그는 유럽인으로서 처음으로 방문했다.